# Matfrid d'Orleans
Matfrid (Matfred o Matfried) (vers 795-836) fou comte d'Orleans. Exercia aquest càrrec abans del 827 i fou destituït el 828. Se l'esmenta per primer cop el 815 quan estava al palau de Lluís el Pietós que li va encarregar alguna missió. El 827 el va enviar al regne d'Aquitània per assistir a Pipí I d'Aquitània (fill de Lluís) que havia estat enviat amb l'exèrcit per ajudar a Bernat de Septimània a fer front a la revolta d'Aissó que tenia el suport de l'emirat de Còrdova. L'altra comte designat per aquesta missió fou Hug de Tours. Els dos eren partidaris de Lotari I i s'oposaven a l'emperadriu Judit de Baviera, que era valedora de Bernat. Així l'ajut enviat al comte de Barcelona va avançar amb extrema lentitud donant temps a Aissó, Guillemó i els altres partidaris de l'ex comte Berà a devastar el que fou després la Catalunya central i retirar-se amb seguretat i un botí considerable cap a territori musulmà abans de l'arribava de l'exèrcit de socors. El febrer del 828 en la dieta general de l'imperi, Matfrid fou privat dels seus honors però el 830, va recuperar el comtat d'Orleans que havia estat cedit a Odó cosí de Bernat de Septimània; per influència del ministre Vala de Corbie l'assemblea del regne li va retornar les dignitats i honors; però restablert Lluís el Pietós al tron a la tardor del 830, va ser jutjat altre cop a l'assemblea d'Aquisgrà el 831 i condemnat a mort, rebent la gràcia de l'emperador que li va confiscar els béns i el va enviar desterrat a un monestir, si bé al cap de pocs mesos va poder retornar i recuperar els seus béns patrimonials.
Vegeu: Revolució a l'imperi carolingi (830) i contrarevolució a l'imperi carolingi (830)
El 833 va donar suport a Lotari I i el 835 fou condemnat altra vegada però perdonat i enviat desterrat a Itàlia on va morir de pesta com un any després. El comtat d'Orleans, on Odó havia mort combatent a Matfrid el 834, fou entregat a Guillem d'Orleans, fill d'Odó.
S'hauria casat amb Lantsinda. La seva descendència no és clara. Se li atribueixen:
- Un fill de nom Matfrid (Matfrid II) que va recuperar els dominis patrimonials i vers el 855 fou nomenat comte d'Eifelgau (vers 855-882). La seva filiació està molt qüestionada. El papa Joan VIII en una carta diu que "Mactefrido illustri comiti" era "proxime vestre" d'Engeltruda, filla de Matfrid (I) i esposa de Bosó, el que suggereix una relació més llunyana que la de fill

- La filla Engeltruda es va casar amb el comte Bosó, fill de Boso d'Arle, conegut com a Bosó el Vell, i fou mare de Boso d'Arle el Jove.